# Kamienica Malcza w Warszawie
Kamienica Malcza (dom Malcza, wcześniej Wasilewskiego) – nieistniejąca dziś kamienica na Krakowskim Przedmieściu w Warszawie, zbudowana w 1767 roku, a rozebrana w 1865. 

## Opis
Był to okazały budynek mieszkalny ongiś zamykający widok z Placu Zamkowego na Krakowskie Przedmieście, widoczny m.in. na obrazie Filipa Romanowskiego, obrazie Ignacego Wyszyńskiego oraz rycinie Canaletta. Wybudowany na działce należącej wcześniej do biskupa krakowskiego, na której stał drewniany dworek mieszczący traktiernię. Działkę kupił w 1765 roku Józef Seweryn Wasilewski h. Drzewica (1720–1793), lekarz i aptekarz określany jako konsyliarz króla Stanisława Augusta Poniatowskiego, żonaty z Rozyną Strasser (ok. 1688–1748). Po rozbiórce traktierni, w 1767 wystawił okazałą 3-piętrową kamienicę, której architektem był Piotr Hiż (Hiche), a budową kierował konduktor Karol Bogumił Schütz. Kamienicę w trakcie budowy pokazuje obraz Canaletta Krakowskie Przedmieście od strony Kolumny Zygmunta z 1767 roku. Wschodnim bokiem przylegała ona do kamienicy nr 371 Zofii Lullier. Strona zachodnia wychodziła na tzw. wąskie Krakowskie Przedmieście. Przed budynkiem od strony północnej znajdowała się, istniejąca do dziś, figura Matki Boskiej Pasawskiej z 1683 r. Za budynkiem od strony południowej wiodło przedłużenie ulicy Bednarskiej. 
Lokatorami domu był kolejno cały szereg znamienitych osób. Pierwsza zamieszkała tu księżna Elżbieta Sapieżyna. Według Zygmunta Glogera po roku 1774 wynajęto dom na skład królewskiej manufaktury fajansów. Później znajdowała się tu poczta, przeniesiona następnie do pałacu Brühla. Kolejnym lokatorem był biskup kujawski Rybiński, a po nim bankier warszawski Fryderyk Kabryt. Ten ostatni płacił ponoć za wynajęcie jednego piętra ogromny czynsz 1500 dukatów. Kolejnym był biskup Ignacy Krasicki, który organizował tu cotygodniowe wieczory uczone, na których obecnym literatom, uświetniającym wiek Stanisława Augusta, odczytywał swe dzieła; często na takie wieczory sam król przybywał. Później mieszkał tu biskup wileński Massalski oraz Hugo Kołłątaj, podkanclerzy koronny, który, w tym domu mieszkając, wydał wszystkie swoje pisma, tak chlubnie przez Polaków wspominane. W 1801 zamieszkał tu, jako hrabia de Lille, król francuski Ludwik XVIII na uchodźstwie ze swoim 40-osobowym dworem. Spośród znakomitości mieszkali tu jeszcze: hr. Feliks Potocki, generał dywizji książę Romuald Tadeusz Giedroyć i książę Paweł Sapieha.  
W roku 1829 kamienicę Wasilewskiego kupił za 230 000 złp. znany lekarz warszawski dr Wilhelm Malcz. W 1830 roku dokonano jej przebudowy, w miejsce stromego dachu dobudowując czwarte piętro. Podobno na frontonie kamienicy widniała odtąd litera M. Widok kamienicy z tego okresu pokazują obrazy Romanowskiego i Wyszyńskiego. Kamienica przeznaczona była na wynajem – sam dr Malcz mieszkał w swym domu na ul. Świętokrzyskiej. Parter i piętro domu wynajmowała rodzina Kuhnke. Siostry Józefa i Julia Kuhnke prowadziły tam Magazyn Mód. Przez jakiś czas mieszkał tu również dr Ferdynand Dworzaczek, naczelny lekarz Szpitala Ewangelickiego, przyjaciel Malcza.
W 1859 roku, siedem lat po śmierci Malcza, kamienicę kupił Samuel Orgelbrand, drukarz i wydawca. Na parterze umieścił tam swoją księgarnię i drukarnię, piętro zajmował jeszcze Magazyn Mód W. Kuhnke. Widać to na rysunku Aleksandra Lessera z 27 lutego 1861 roku przedstawiającego tłumienie demonstracji przed domem Malcza.
Demonstracje patriotyczne wybuchły w Warszawie w roku 1861. Podczas tłumienia demonstracji dn. 27 lutego strzelający do tłumu Kozacy przed domem Malcza zabili pięciu demonstrantów. Ucierpiał też dom, strzały wybiły szyby i zerwały tynk. Podobno z drugiego piętra domu rzucano w żołnierzy kamieniami.
Wkrótce po rozruchach Rada Administracyjna podjęła decyzję o rozbiórce wąskiego Krakowskiego Przedmieścia, które stanowiło łącznie 15 kamienic o numerach hip. od 371 (dom Lullierki) do 385. Wśród nich trzy należały wcześniej do Malczów - nr 372 dr. Wilhelma oraz 377 i 378 złotnika Karola Filipa. Rozbiórkę uzasadniano koniecznością ułatwienia przewozu materiałów do budowy mostu Kierbedzia, chodziło jednak o umożliwienie szarży Kozaków podczas tłumienia demonstracji. Budynki rozebrano w latach 1865–1867. Rozbiórkę domu Malcza w 1865 uwiecznił na fotografii Karol Beyer
.

## Galeria

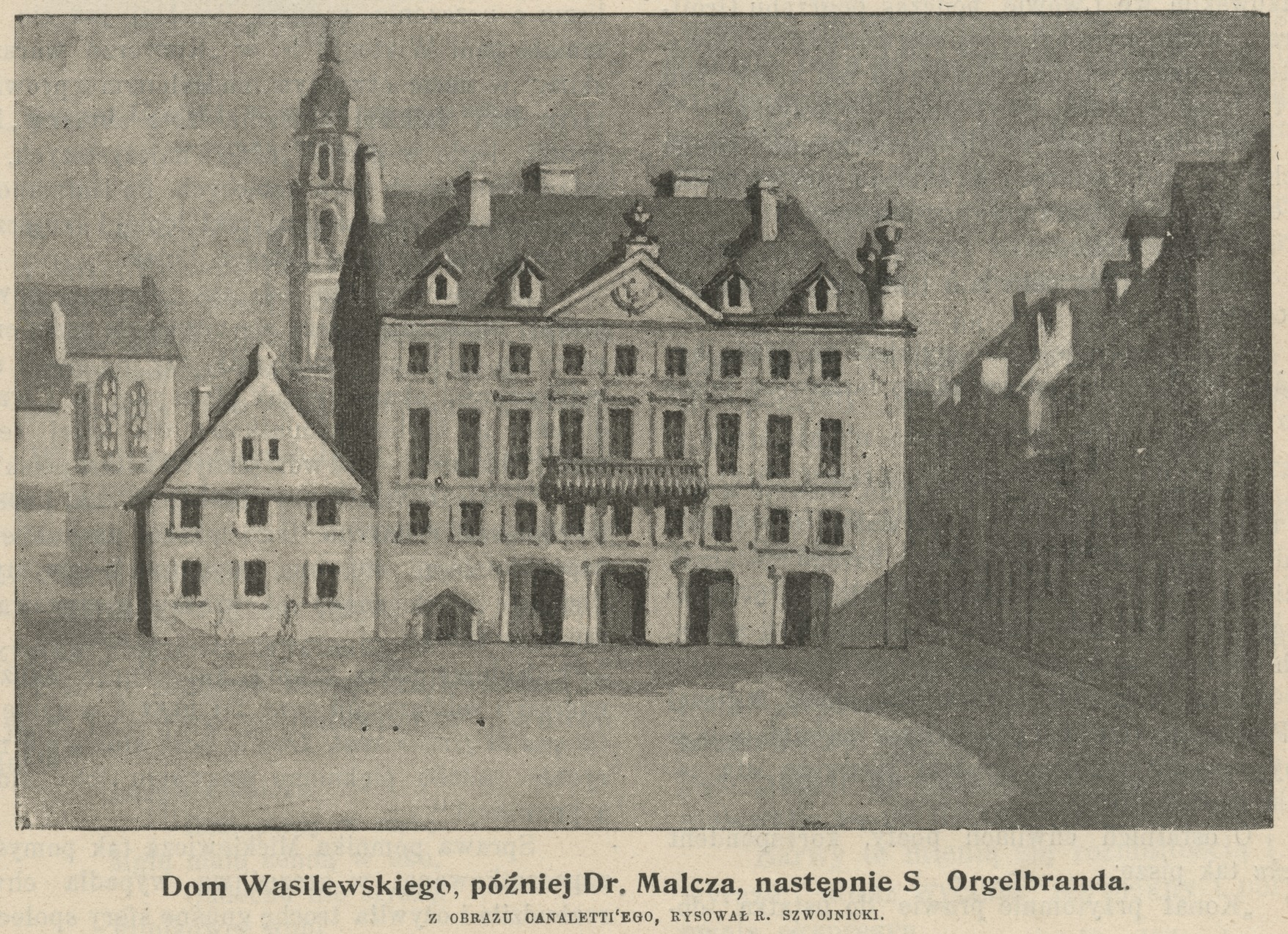
Dom Wasilewskiego przed 1830 rokiem
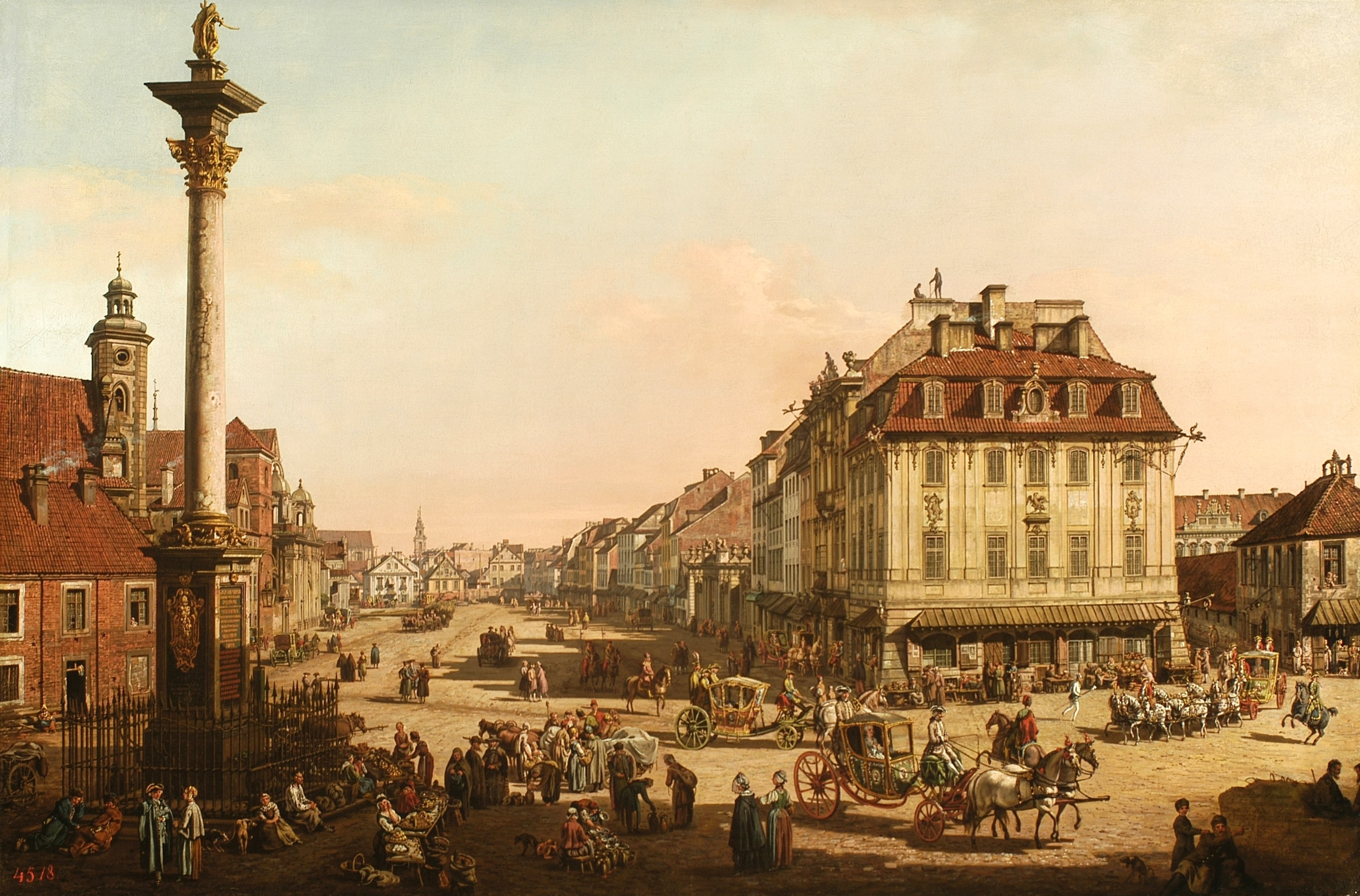
Bernardo Bellotto zw. Canaletto, Krakowskie Przedmieście od strony Kolumny Zygmunta w 1767 roku, w głębi dom Wasilewskiego w budowie
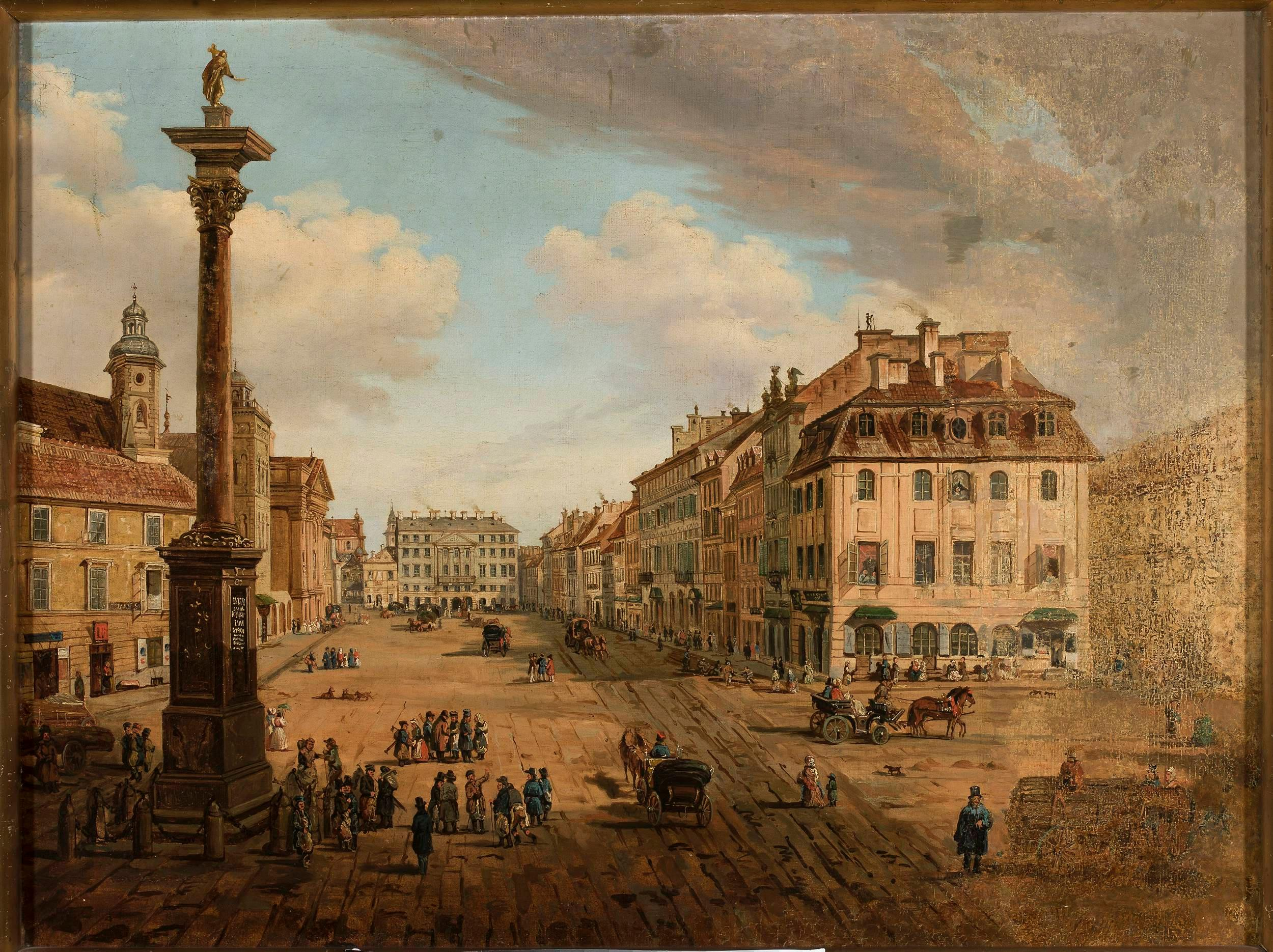
Filip Romanowski, Widok z Placu Zamkowego na Krakowskie Przedmieście, w głębi dom Malcza
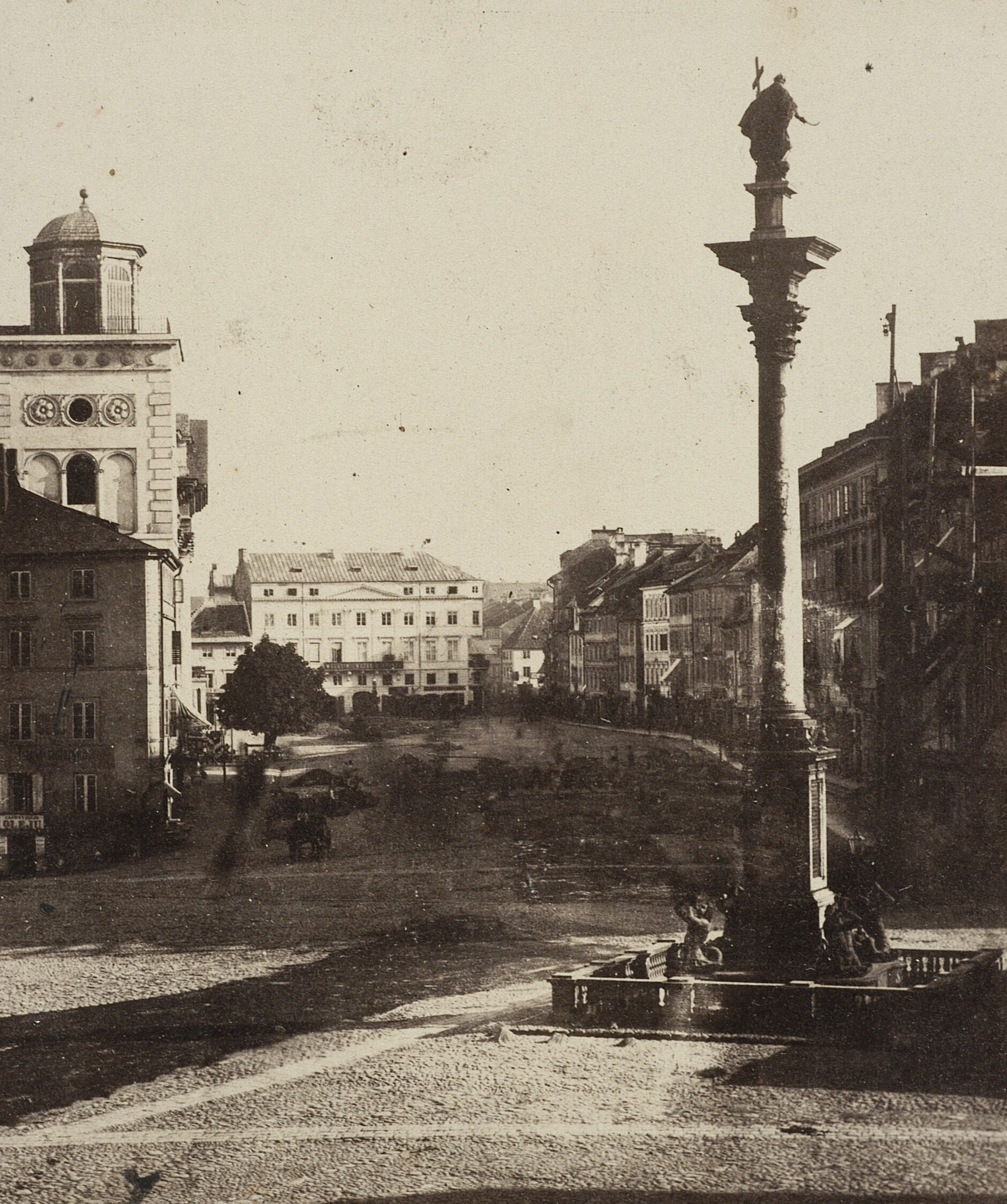
Karol Beyer, fotografia z 1862 roku, w głębi dom Malcza